# Comtat de Telšiai
El Comtat de Telšiai (lituà Telšių apskritis; samogiti: Telšiū apskrėtės) és una divisió administrativa de Lituània. Es divideix en els municipis:
- Districte municipal de Mažeikiai
- Districte municipal de Plungė
- Municipi de Rietavas
- Districte municipal de Telšiai